# Humberto Suzigan
Carlos Humberto Suzigan, mais conhecido como Humberto Suzigan ou simplesmente Humberto (Mogi Guaçu, 3 de agosto de 1956) é um ex-futebolista brasileiro, que atuava como volante.

## Carreira
Em sua cidade natal, atuava no time de várzea Paulistinha, onde era conhecido como "Popeye". Levado pelo cunhado, iniciou na Ponte Preta aos 14 anos, chegando aos juvenis em 1974 e se profissionalizando quatro meses depois.
Foi emprestado ao Operário, onde ficou apenas quatro meses, e posteriormente ao Independente de Limeira. Após um bom desempenho em Limeira, retornou à Ponte Preta, onde sofreu altos e baixos, com bom desempenho em 1979 e 1981 e uma contusão na clavícula e na mão.
No início de 1982, foi vendido à Portuguesa por 12 milhões de cruzeiros.
Pelo São Paulo, jogou entre 1983 e 84, participando de 57 jogos, onde obteve 25 vitórias, 24 empates e apenas 8 derrotas, marcando 4 gols.
Chegou ao Santos em 1984 para a disputa do Campeonato Paulista, após ser envolvido, ao lado de Zé Sérgio, em uma troca com o São Paulo FC, na transferência de Pita para o clube da capital. Estreou em 1 de julho daquele ano, na vitória por 1x0 contra o Comercial, na Vila Belmiro. Foi fundamental para a conquista do Título Paulista daquele ano.
No ano de 1985, Humberto manteve as boas atuações, e participou de 59 jogos na temporada, marcando 6 gols.
Sua última partida aconteceu em 23 de novembro de 1985, na vitória por 2x0 sobre o Paulista de Jundiaí no Estádio Dr. Jayme Cintra. No total, fez 96 jogos e 11 gols pelo clube santista.
No início de 1986, acertou sua transferência para o Paulista.
Atuou ainda pelo Bahia, Vasco, Santo André, União São João, Toyota (Japão) e  Mogi Mirim e Guaçuano, onde aposentou-se em 1992.
Em 2010, foi diretor de futebol do Guaçuano, onde chegou a treinar a equipe principal.